# مبانی و اصول عرفان نظری
مبانی و اصول عرفان نظری کتابی از سید یدالله یزدان پناه است که در سال ۱۳۸۸ منتشر و در مراسم کتاب سال جمهوری اسلامی ایران به‌عنوان کتاب برگزیده معرفی شد.

## فهرست مطالب
1. تاریخچه تحولات عرفان نظری
2. چیستی عرفان نظری و نسبت آن با شریعت و عقل
3. وحدت وجود و فروع و لوازم
4. اقامه برهان بر وحدت وجود
5. وحدت وجود از منظر شریعت
6. مقام ذات و تجلیات
7. انسان کامل